# Ras El Aïn Amirouche
Pour les articles homonymes, voir Ras Al-Aïn et Amirouche.
Ras El Aïn Amirouche est une commune de la daïra d'Oggaz de la wilaya de Mascara en Algérie.

## Géographie

### Localités de la commune
- Raïs Ain Amirouche
- Glenza
- Ahl M'hamed
- El Maarif
- Khfafra
- Sidi Abdelakder Bou Adjemi
- Karoun
- Ahl Seddik
- Ahl Kada

### Situation
| Boufatis (Wilaya d'Oran) | Alaïmia              | Mocta Douz            |
| Boufatis (Wilaya d'Oran) | Ras El Aïn Amirouche | Mocta Douz; Bou Henni |
| Oggaz                    | Sig                  | Bou Henni             |